# Copidita desecheonis
Copidita desecheonis là một loài bọ cánh cứng trong họ Oedemeridae. Loài này được Wolcott miêu tả khoa học năm 1950.